# Evan Dando
Evan Griffith Dando (Boston, 4 de março de 1967) é um músico estadunidense e líder da banda de rock alternativo Lemonheads. Ele também embarcou em carreira solo e colaborou em trabalhos com diversos artistas. 
Em dezembro de 2015, Dando foi introduzido para o Boston Music Awards Hall of Fame.